# NGC 2015
NGC 2015 (другое обозначение — ESO 56-SC147, LH 74) — звёздная ассоциация в созвездии Золотой Рыбы, расположенное в Большом Магеллановом Облаке. Открыто Джоном Гершелем в 1834 году. Относится к области звездообразования LMC 3, является одной из самых старых ассоциаций в этой области.
Этот объект входит в число перечисленных в оригинальной редакции «Нового общего каталога». Изначальное наблюдение Гершеля описывает достаточно большую область, в которой наблюдается два скопления звёзд; NGC 2015 идентифицируется как северо-восточное из них.